# Osniaky
Osniaky (ukr. Осняки) – przystanek kolejowy pomiędzy miejscowościami Sybereż i Wełyki Osniaky, w rejonie czernihowskim, w obwodzie czernihowskim, na Ukrainie. Położony jest na linii Homel – Czernihów.